# امیل یوئنسن
امیل یوئنسن (دانمارکی: Emil Jørgensen; ۷ فوریهٔ ۱۸۸۲ – ۲۳ مارس ۱۹۴۷) بازیکن فوتبال اهل دانمارک بود.
وی به‌همراه تیم ملی فوتبال دانمارک به مدال نقره در بازی‌های المپیک تابستانی ۱۹۱۲ رسیده‌است.